# 九九式七糎半戦車砲
九九式七糎半戦車砲（99しき7せんちはんせんしゃほう）とは、大日本帝国陸軍が1943年（昭和18年）に開発を完了した口径75mmの戦車砲。二式砲戦車等の主砲として使用された。制式名称は1939年（皇紀2599年）を表す「九九式」であるが、研究開始は1937年（昭和12年）、仮制式制定は1943年（昭和18年）である。

## 概要
二式砲戦車ホイの主砲として開発された。九〇式五糎七戦車砲以降、日本で採用された戦車砲は砲固有の方向射界を持ち、砲手が人力で左右の微調整を行えるものであったが、本砲はこれを廃し、方向照準は専ら全周射界を持つ砲塔の旋回によるものとされた。自動開閉で水平鎖栓式の尾栓を持ち、発射速度は比較的大である。砲身は自緊式砲身であった。規定の後座長は490～510mmであり、これは300mm程度であった従来の57mm、47mm戦車砲等よりもかなり大きなものとなっていた。
後に駆逐戦車（クセ）、駆逐戦車（甲）の主砲として搭載された九九式七糎半戦車砲II型には、砲自体の方向射界が付与されている。これは駆逐戦車が砲塔を持たない形式だったことによる。このことによりII型の重量は約60kgほど増加している。

## 開発経過
本砲の研究は1937年（昭和12年）7月の陸軍技術本部改訂兵器研究方針により研究を開始、設計に着手したものの1939年（昭和14年）6月設計方針の変更により一旦白紙に戻された。再設計を行い1940年（昭和15年）3月陸軍造兵廠大阪工廠に対し試製発注された。試製砲は同年12月に竣工し、竣工試験を実施した上で試験に基づく修正を施した。
1941年（昭和16年）3月には九七式中戦車の車台を改修した試製一式砲戦車に搭載し総合的な試験を実施し、その結果に基づき威力を増大した第2号砲を7月に発注した。第1号砲は改修を施して翌8月改修機能試験を実施、更に翌9月陸軍戦車学校に実用試験を委託した。第2号砲は翌1942年（昭和17年）2月に完成、竣工試験後三菱重工にて一式中戦車車台を改修した試製車両に搭載して試験を実施、ほぼ満足すべき結果を得た。同年6月、電気発火用電磁石が完成し、撃発装置を一部改修した本砲に取り付け、大津川射場において機能抗堪性試験を実施した。同年12月には第四陸軍技術研究所で完成した二式砲戦車に九九式七糎半戦車砲電気発火装置付を搭載し、千葉県一ノ宮演習場にて射撃試験を実施、千葉・茨城・栃木県下で運行試験を実施した。電気発火装置は機能、抗堪性共に良好であったため、本砲の撃発機は電気発火を主体、手動発火を補助とすることとした。
以上をもって本砲の仮制式制定を上申、1943年（昭和18年）7月21日、仮制式が制定された。

## 装甲貫徹能力
本砲と弾薬筒を共用する四一式山砲の場合、徹甲弾の鋼板貫通限界厚は射距離100mで50mm、射距離500mで46mm、射距離1000mで43mmであった。本砲は四一式山砲に対して初速が速く(榴弾同士で比較した場合、四一式山砲約352m/sに対して本砲約453m/s)、徹甲弾の貫通威力もやや大きいと思われる。
本砲と弾薬が共用である四一式山砲用の二式穿甲榴弾（タ弾）は、装甲75～100mmを貫通可能であり、終戦時に完成品及び半途品を含めて合計55000発以上存在していた。二式砲戦車でタ弾の射撃試験は行われたものの、戦車部隊への装備は間に合わなかったとも言われている。
（昭和19年度付けの『対戦車戦闘の参考』では山砲用タ弾は、90㎜の垂直装甲板を100％の確率で、100㎜ならば50％の確率で貫通するとし、有効距離500ｍ以下とみなしたうえで、アメリカ/イギリス連合軍の中戦車および軽戦車に対して、命中すればいかなる部位にも効果ありとした。）
二式穿甲榴弾と思われる成形炸薬弾は連合軍に鹵獲されており、1944年4月に実施された射撃試験によればマチルダII歩兵戦車の車体正面（装甲厚75mm）を貫通している（詳細は四一式山砲のページを参照されたし）。

## 派生型
試製軽戦車（ケホ車）の砲塔を撤去し、車台に固定戦闘室を設けた駆逐戦車（クセ）用として、本砲に方向射界を持たせたものを搭載することが計画された。これを九九式七糎半戦車砲II型と称し、1943年（昭和18年）8月研究開始、同年10月大阪陸軍造兵廠に試作発注、翌1944年（昭和19年）3月完成、同月大津川射場で竣工試験を実施、機能抗堪概ね良好であった。同年5月に大阪造兵廠において駆逐戦車（甲）に装載して試験を行った後、翌月にかけて陸軍戦車学校にて実用試験を実施したが、同年8月、研究中止とされた。
II型は方向照準機を付加され、砲架を変更して左右各15度の固有の方向射界を持っていることが大きな変更点である。全備重量は約603kgであった。
なお当時開発中であった試製五十七粍戦車砲（甲）は九九式七糎半戦車砲の砲身と交換して搭載可能なよう考慮されていた。（九九式七糎半戦車砲と試製五十七粍戦車砲は、共に放列砲車重量543kｇ、電気発火方式、後座長500mm、俯仰角-15度~+20度と同一であった。）

## 生産
1944年（昭和19年）9月に兵器行政本部が出した19年度整備に関する機密指示に、九九式七糎半戦車砲50門がある。なお、砲戦車は二式砲戦車（ホイ車）として制定され、昭和19年に三菱重工で30輌生産された。